# Дальке, Юлиус
Юлиус Дальке (нем. Julius Dahlke; 28 июня 1891 года, Берлин — 14 ноября 1951 года, Зефельд, Австрия) — немецкий пианист, музыкальный педагог.

## Биография
В 1922 году дебютировал как солист с Берлинским филармоническим оркестром. В 1930—1939 годах — лидер трио Дальке с участием кларнетиста Альфреда Рихтера и виолончелиста Вальтера Шульца. Выступал как аккомпаниатор ведущих немецких певиц — в частности, Элизабет Грюммер и Лулы Мыш-Гмайнер. С 1912 года преподавал в Консерватории Айхельберга-Окса, затем в Институте церковной музыки, где среди его учеников был Эберхард Венцель.
Похоронен на протестантском кладбище Николасзе в берлинском районе Целендорф.